# Villamayor de los Montes
Villamayor de los Montes es un municipio y localidad española de la provincia de Burgos, en la comunidad autónoma de Castilla y León. Su término municipal cuenta con una población de 166 habitantes (INE 2024).

## Geografía

### Ubicación
Se sitúa a 35 kilómetros de la capital burgalesa por la Autovía del Norte, que atraviesa el término municipal entre los pK 210 y 212. Se incluye en la Comarca del Arlanza. El relieve es muy característico de la región, con muchas ondulaciones del terreno y pequeños montes, estando el municipio a 891 metros sobre el nivel del mar.
| Noroeste: Villaverde del Monte | Norte: Villaverde del Monte, Madrigalejo del Monte | Noreste: Madrigalejo del Monte |
| Oeste: Zael                    |                                                    | Este: Torrecilla del Monte     |
| Suroeste: Lerma                | Sur: Lerma, Villalmanzo                            | Sureste: Villalmanzo           |

### Hidrografía
El municipio se sitúa en la ribera del río Cubillo, habiendo desembocado un poco antes el arroyo del Ángel. 

### Clima
Villamayor de los Montes tiene un clima Csb (templado con verano seco y templado) según la clasificación climática de Köppen.
| Parámetros climáticos promedio de Villamayor de los Montes en el periodo 1961-2003 | Parámetros climáticos promedio de Villamayor de los Montes en el periodo 1961-2003 | Parámetros climáticos promedio de Villamayor de los Montes en el periodo 1961-2003 | Parámetros climáticos promedio de Villamayor de los Montes en el periodo 1961-2003 | Parámetros climáticos promedio de Villamayor de los Montes en el periodo 1961-2003 | Parámetros climáticos promedio de Villamayor de los Montes en el periodo 1961-2003 | Parámetros climáticos promedio de Villamayor de los Montes en el periodo 1961-2003 | Parámetros climáticos promedio de Villamayor de los Montes en el periodo 1961-2003 | Parámetros climáticos promedio de Villamayor de los Montes en el periodo 1961-2003 | Parámetros climáticos promedio de Villamayor de los Montes en el periodo 1961-2003 | Parámetros climáticos promedio de Villamayor de los Montes en el periodo 1961-2003 | Parámetros climáticos promedio de Villamayor de los Montes en el periodo 1961-2003 | Parámetros climáticos promedio de Villamayor de los Montes en el periodo 1961-2003 | Parámetros climáticos promedio de Villamayor de los Montes en el periodo 1961-2003 |
| Mes | Ene.                                                                               | Feb.                                                                               | Mar.                                                                               | Abr.                                                                               | May.                                                                               | Jun.                                                                               | Jul.                                                                               | Ago.                                                                               | Sep.                                                                               | Oct.                                                                               | Nov.                                                                               | Dic.                                                                               | Anual                                                                              |
| --- | ---------------------------------------------------------------------------------- | ---------------------------------------------------------------------------------- | ---------------------------------------------------------------------------------- | ---------------------------------------------------------------------------------- | ---------------------------------------------------------------------------------- | ---------------------------------------------------------------------------------- | ---------------------------------------------------------------------------------- | ---------------------------------------------------------------------------------- | ---------------------------------------------------------------------------------- | ---------------------------------------------------------------------------------- | ---------------------------------------------------------------------------------- | ---------------------------------------------------------------------------------- | ---------------------------------------------------------------------------------- |
| Temp. media (°C) | 4.5                                                                                | 5.9                                                                                | 8.8                                                                                | 9.6                                                                                | 13.3                                                                               | 17.5                                                                               | 20.5                                                                               | 20.9                                                                               | 17.3                                                                               | 12.7                                                                               | 8.1                                                                                | 5.5                                                                                | 12.1                                                                               |
| Precipitación total (mm) | 47.4                                                                               | 32.2                                                                               | 32.2                                                                               | 53.3                                                                               | 61.5                                                                               | 40.9                                                                               | 23.6                                                                               | 24.6                                                                               | 32.5                                                                               | 48.8                                                                               | 54.4                                                                               | 49.8                                                                               | 501.3                                                                              |
| Fuente: Ministerio de Agricultura, Alimentación y Medio Ambiente. Datos de precipitación para el periodo 1961-2003 y de temperatura para el periodo 1981-2003 en Villamayor de los Montes 7 de noviembre de 2012 |                                                                                    |                                                                                    |                                                                                    |                                                                                    |                                                                                    |                                                                                    |                                                                                    |                                                                                    |                                                                                    |                                                                                    |                                                                                    |                                                                                    |                                                                                    |

## Historia
Villamayor de los Montes se asienta en el centro de lo que antaño fue un enorme bosque de roble y encina, conocido como Valzalamio.
Muy a principios del siglo X, los hombres involucrados en el avance de la Repoblación encontraron en este lugar un sitio idóneo para asentarse, surgiendo pequeñas poblaciones como Villamayor de los Montes.
Poco a poco, se fueron agregando a este pueblo toda una serie de aldeas circunvecinas como Zorita, Santa María, San Andrés de Nava, San Bartolomé de Valzalamio, Santa María de Valzalamio y Villahizán.
Este extenso territorio quedó en manos de la poderosa familia del conde Fernán González, dueño y señor de las tierras de Lara. A mediados del siglo X, Mumadonna, madre del conde castellano, se lo donó al Monasterio de San Pedro de Cardeña.
Villamayor se convierte en lugar de Behetría, incluida en la Merindad menor de Can de Muñó.

## Demografía
Villamayor de los Montes cuenta con una población de 166 habitantes (INE 2024).
| Gráfica de evolución demográfica de Villamayor de los Montes entre 1842 y 2021                                      |
| |
| Población de derecho según los censos de población del INE Población de hecho según los censos de población del INE |

## Símbolos
El escudo heráldico que representa al municipio fue aprobado oficialmente el 14 de mayo de 1998 con el siguiente blasón:

«Escudo partido. Primero, de oro con una encina de sinople, frutada de oro y surmontada de siete estrellas de gules, puestas en el jefe, cuatro y tres. Segundo, de gules con un báculo abacial y el fuste y capitel de una columna, ambos de plata y puestas en palo, uno a lado de la otra. Entado en punta de azur con dos gavillas de oro. Al timbre, la Corona Real española.»
Boletín Oficial de Castilla y León nº 116 de 22 de junio de 1998

## Patrimonio

### Monasterio de Santa María la Real

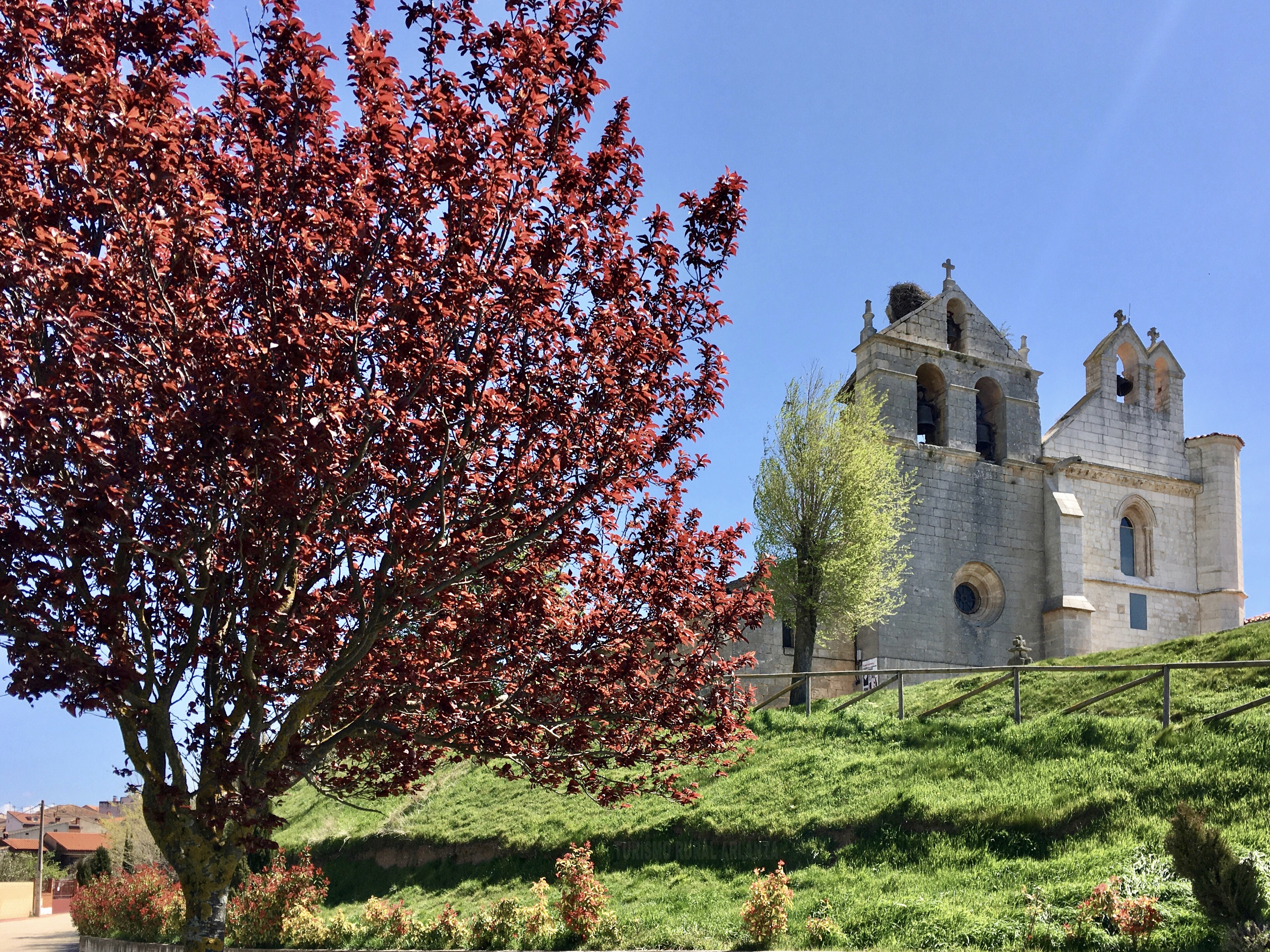
Monasterio de Santa María la Real (Villamayor de los Montes) Iglesia de San Vicente

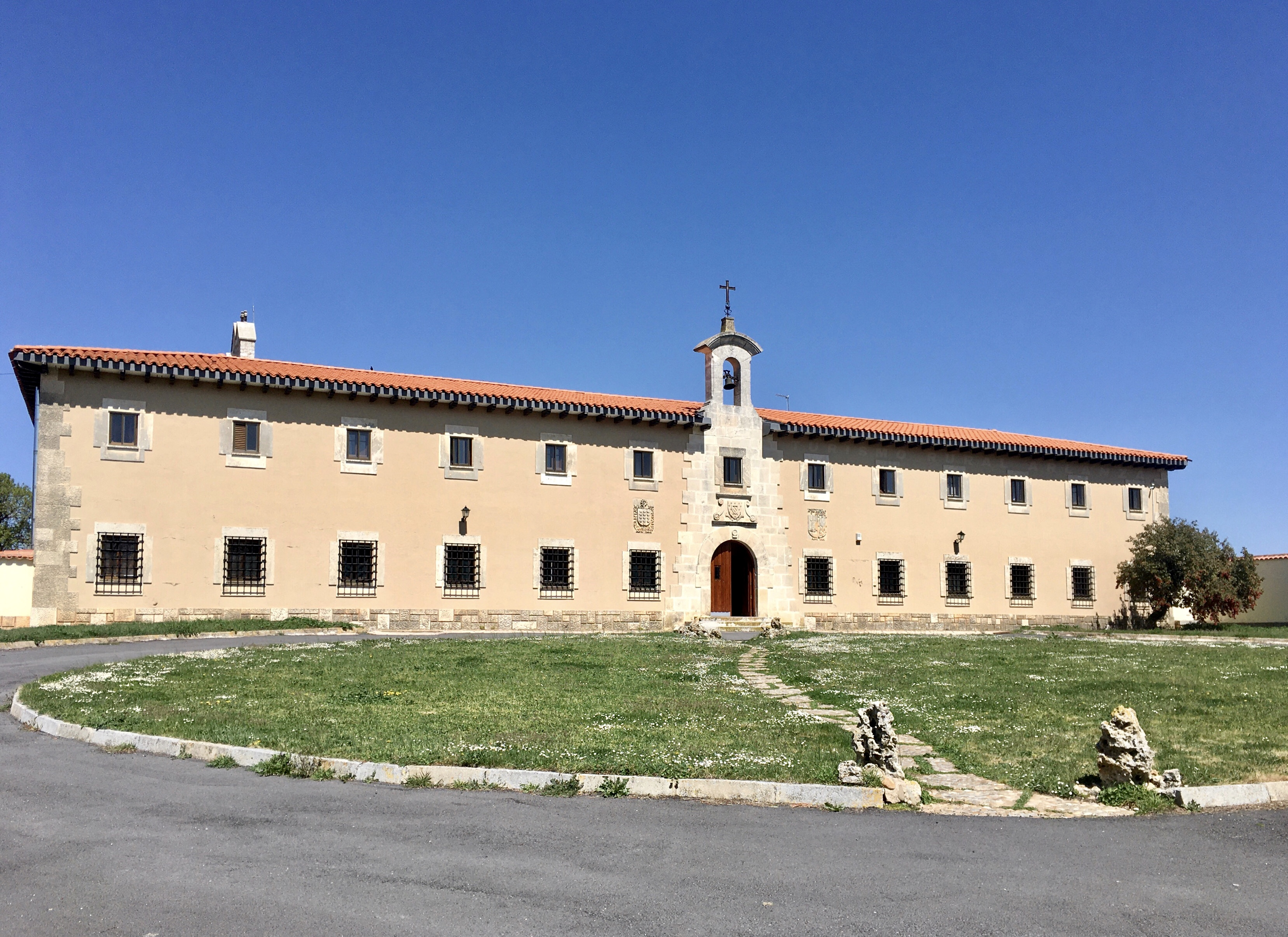
Monasterio de Santa María la Real (Villamayor de los Montes)

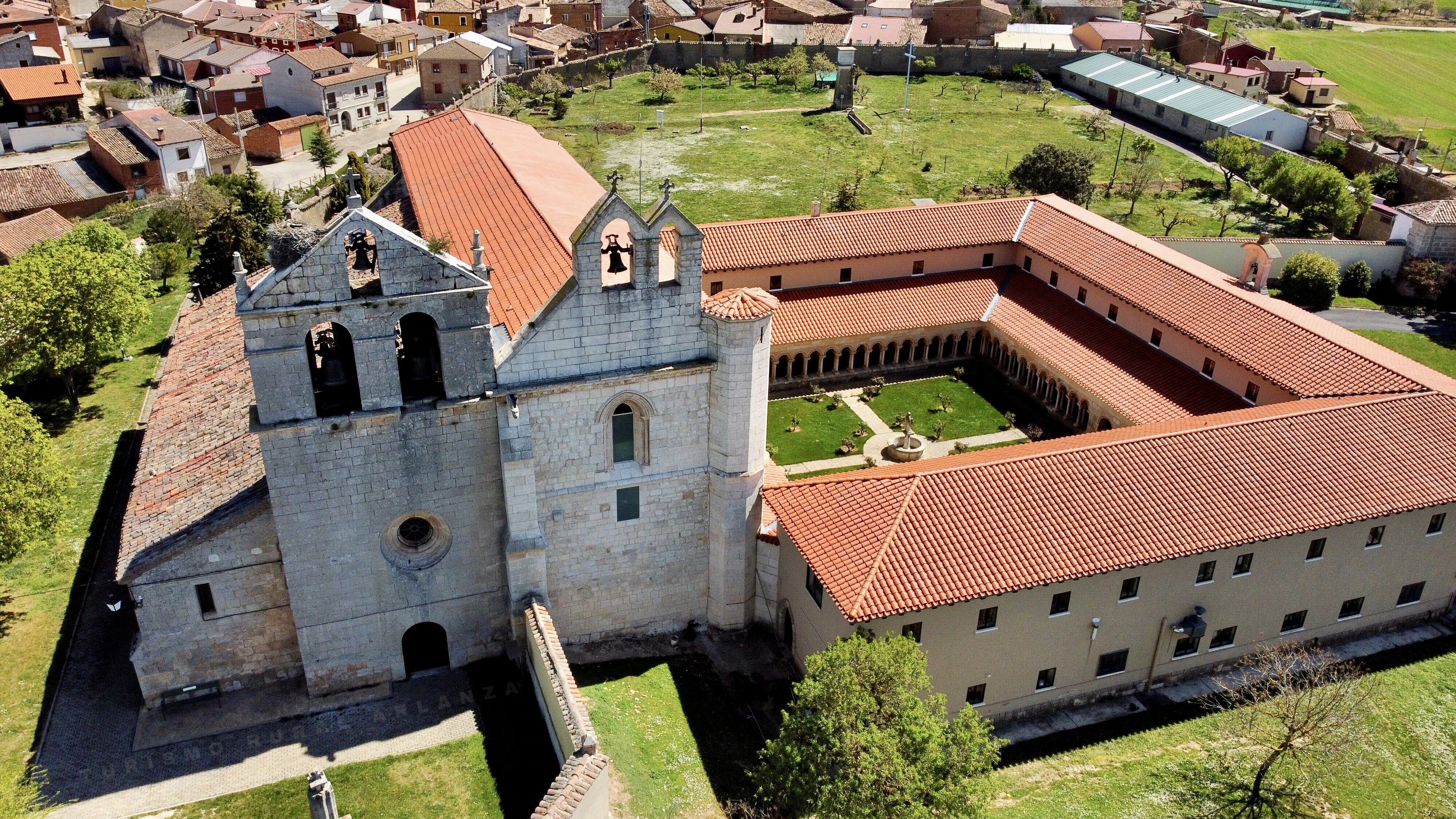
Monasterio de Santa María la Real (Villamayor de los Montes) Iglesia de San Vicente, Vista aérea

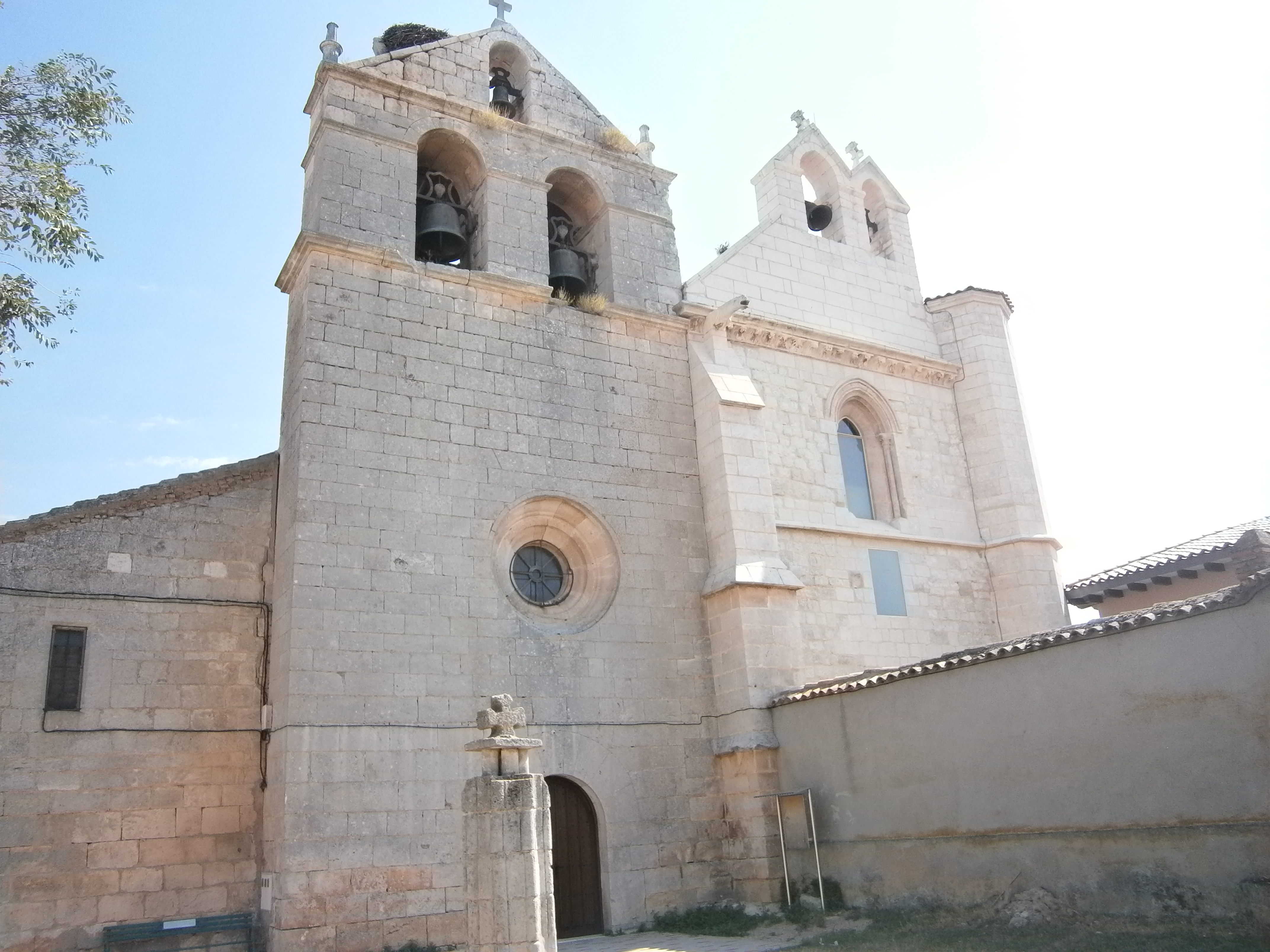
Monasterio de Santa María la Real (Villamayor de los Montes) Iglesia de San Vicente

El origen de este cenobio se remonta a un antiguo monasterio levantado a principios del siglo XI bajo la advocación de San Vicente. 
En el siglo XIII, una parte de Villamayor pasó a pertenecer a la poderosa familia Fernández-Arias. 
Don García y su esposa acordaron fundar un monasterio cisterciense, cuya abadesa fuera doña Marina Arias, monja ya en Las Huelgas Reales de Burgos. La fábrica debió concluirse en 1228, año en el que fue solemnemente inaugurada la iglesia. De esta época, se conserva la iglesia abacial y el claustro.
La iglesia constituye uno de los mejores ejemplos de pureza y elegancia dentro del estilo
ojival de la escuela cisterciense, y se vio muy influida por el arte de la catedral y del Monasterio de las Huelgas de Burgos. 
Consta de una sola nave, crucero acusado y cabecera compuesta por tres capillas, la central poligonal y las laterales con testero plano. Cabe destacar su elegante ábside al exterior, con seis contrafuertes prismáticos adosados al muro y tres vanos rasgados. Estos últimos se componen de arco apuntado y óculo, rematados con chambranas apuntadas y apoyadas sobre ménsulas con cabezas humanas. En contraste con el decorado ábside central se encuentran los laterales, caracterizados por su simplicidad, con lienzos lisos y vanos simples. 
A los pies de la iglesia se sitúa el coro abacial, estancia cubierta por una bóveda barroca de yeso que sustituyó al primitivo techo de madera, incendiado en 1575 y que quizá tuviera elementos mudéjares. La sillería, de elegante sobriedad clasicista, fue realizada en el siglo XVII, gracias a una compensación realizada por el duque de Lerma. 
Asimismo, cabe destacar en esta estancia algunas figuras escultóricas de gran calidad, como son las tallas góticas de Santa María la Real, señora del monasterio, y la de Dios-Padre. También se conservan otras tallas del siglo XVI pertenecientes a un retablo desaparecido.
El claustro, centro de la vida monástica, se sitúa en el lado sur de la iglesia. Es de estilo
tardorrománico, con planta irregular pues su número de arquerías no permitió conformar ni un
cuadrado ni un rectángulo. Es de un solo cuerpo, y sus cuatro pandas están formadas por arcos de
medio punto sustentados por columnas dobles y en las esquinas, haces de cinco columnas.
Destacan, también, la esquemática decoración de los capiteles, compuesta por motivos vegetales, y
el pavimento, un singular empedrado de guijarros que debió realizarse en el siglo XVI. En dicho suelo se representan diversas escenas de animales heráldicos, aves, conejos, ciervos, además de motivos geométricos. En el ala de poniente se encuentra el pozo, elemento imprescindible para el
abastecimiento de agua a la comunidad y para el riego de la huerta. El acceso al coro desde el
claustro se realiza a través de una puerta de arco apuntado y doble arquivolta, fechada a mediados
del siglo XIII.
El conjunto monástico se completa con otras dependencias, como la sala capitular, y el templo parroquial de San Vicente, adosado a la iglesia. En el que cabe destacar su pila bautismal de estilo románico y una elegante cruz procesional de plata.
En la actualidad, este lugar permanece habitado por monjas cistercienses que, además de atender a sus obligaciones de oración y culto, llevan a cabo otras tareas relacionadas con el estudio, la publicación de libros y revistas o la cocina, siendo muy afamada la repostería de este monasterio.

### Hospital de La Consolación
Está situado en el casco urbano, tiene forma rectangular, de una sola nave, con unos 200 metros de planta y solo se conservan los muros, habiendo desaparecido bóvedas y la cubierta. 
Perteneció a un hospital fundado por Gonzalo Martínez, canónigo de Segovia, y sus elementos artísticos indican que se trata de un edificio de comienzos del siglo XVI, aunque con actuaciones posteriores, hasta el siglo XVII o XVIII.
En los dos muros del edificio visibles desde la calle, existen dos portadas cuya factura corresponde a un modelo civil con arcos de medio punto, alfiz con decoración de bolas y escudo, ambas de indudable valor. Los muros son de influencia mudéjar, alternando fábrica de piedra de mampostería y paños de ladrillo visto, existiendo partes de adobe. 
El antiguo Hospital para pobres, con el tiempo pasó a ser ermita vecinal, donde se celebraban misas y lugar de enseñanza catecumenal.
El edificio ha sido rehabilitado como centro cívico, en el que se han desarrollado ya varias exposiciones de pintura y otras artes.

### Ermita

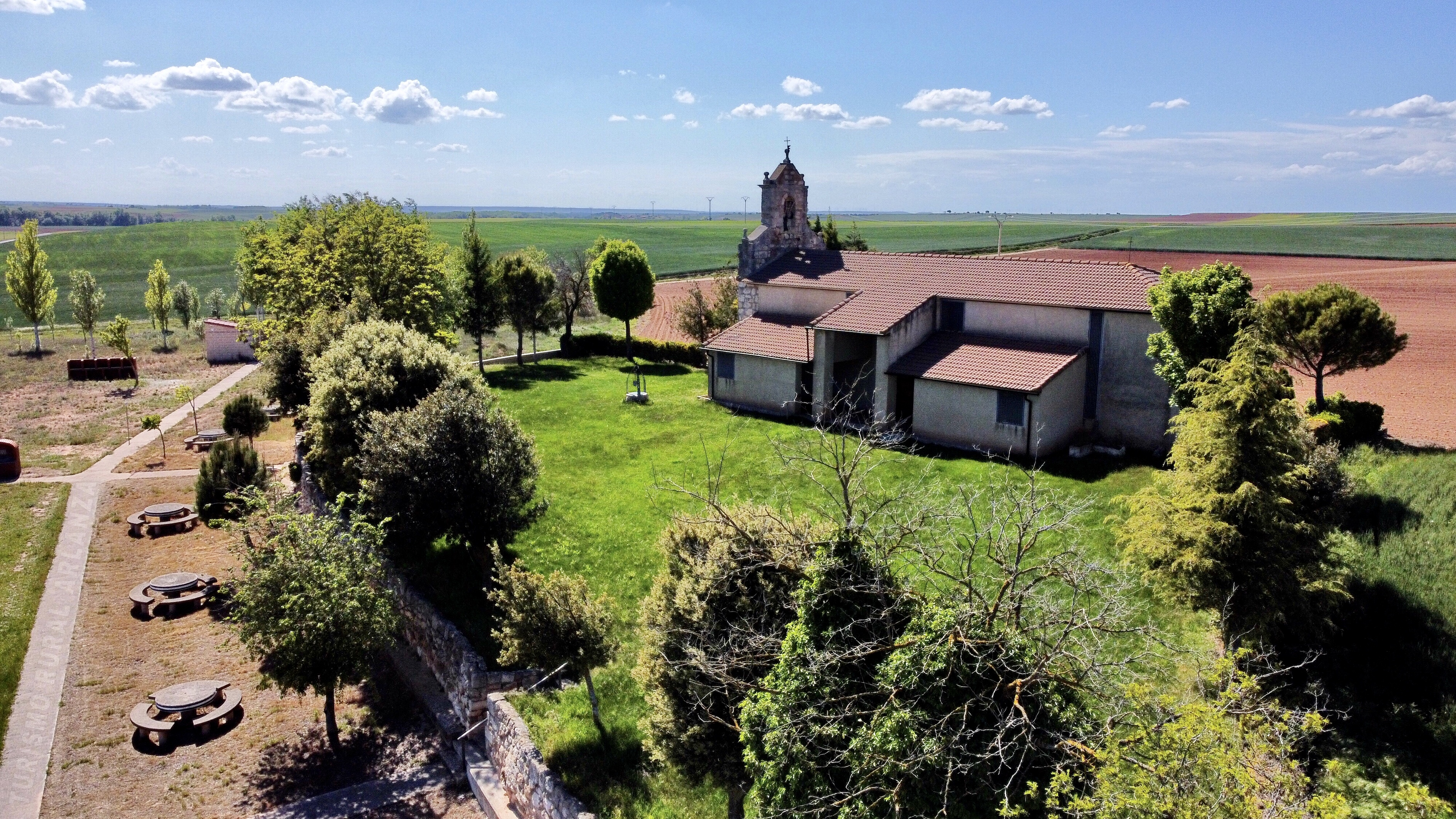
Ermita de la Virgen de Nava

A tres kilómetros del pueblo, en el lugar de San Andrés, se encuentra esta ermita que cobija la imagen de la Virgen de Nava.
Goza de gran devoción entre los vecinos.
Cuya romería es el 16 de mayo.
En la puerta de la misma se encuentra un bloque de arcilla en el que está escrito lo siguiente : 

No pases sin que alto hagas caminante.

Mírame y verás que mal me pagas, 

las lágrimas que derramé.

Con respeto y atención viador, quédate

parado y ofrece tu corazón a Nuestra Señora de Nava.

Por tu Virgen y esta Ermita

una mirada bendita.

Amén

### Fiestas y costumbres
Durante el año la Virgen está en la ermita. El 25 de abril, día de San Marcos, se baja a la ermita y se celebra una eucaristía en honor a la virgen. Después se la sube en procesión a la Iglesia de Monjas, donde permanece hasta el día 7 de mayo, que es trasladada a la iglesia del pueblo, donde se adorna con flores, luces, velas y mantos que lleva la gente del pueblo.Ese día comienza la novena de la virgen de Nava que dura hasta el día 15 de mayo. El día 16 se celebra la Romería de la Virgen de Nava en la que se baja a la ermita de nuevo, y allí se bailan jotas en su honor y después de celebrar la misa se venden las tradicionales almendras garrapiñadas.
Santos Vicente, Sabina y Cristeta: 27 de octubre, fiesta de los patrones del pueblo (perseguidos por los romanos y martirizados cerca de las murallas de Ávila por no renegar de Cristo).
Fiesta del cebollero ausente: ésta más reciente pero de gran aceptación, donde todos los que tuvieron que salir del pueblo y se reúnen en vacaciones en agosto, realizan una comida con juegos y música.